# 棟田博

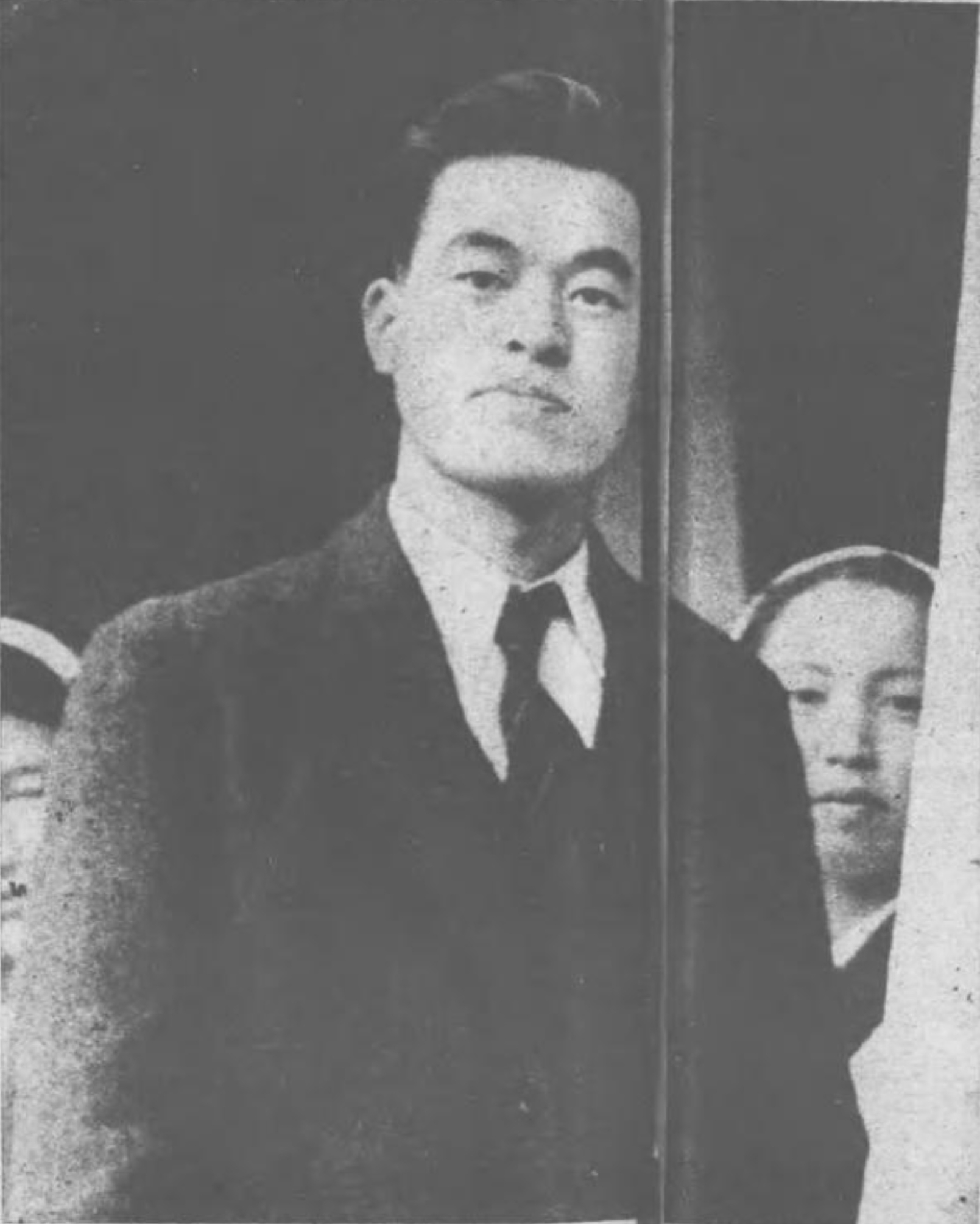
雑誌『富士』より（1952年）

棟田 博（むねた ひろし、1909年〈明治41年〉11月5日 - 1988年〈昭和63年〉4月30日）は、日本の作家。自己の戦争体験を元に手記・随筆・小説を描いた「兵隊作家」のひとり。

## 経歴
1909年（明治41年）11月、岡山県英田郡倉敷（現在の美作市林野）の伊藤家に生まれる。後に岡山県津山市の棟田家の養子となる。家は料亭を営み、常に芸妓の姿や三味線の音が絶えなかったという。岡山津山中学校を経て、早稲田大学文学部国文科を中退する。地元に帰り、短歌同人に参加するなど、文学青年の道を歩む。
1928年（昭和3年）に徴兵検査甲種合格、1929年（昭和4年）1月、岡山歩兵第10連隊に現役兵として入営する。時の連隊長は「俊秀雲の如し」と言われた陸軍士官学校十六期生のなかでも、特に逸材との噂の高い小畑敏四郎大佐であった。一年志願兵（のちの幹部候補生）の資格が有るにもかかわらず、一兵卒として軍務に就き、伍長勤務上等兵として1930年（昭和5年）11月に満期除隊。上京して文学活動を模索する。
1937年（昭和12年）、29歳の後備役のときに日中戦争が勃発し、8月に赤柴部隊の上等兵として「第五動員の甲」により応召。8月末に出征。山東省に上陸し、歩兵分隊長として徐州会戦に参加する（作戦中に伍長に昇進）。12月、済南に入城し、津浦戦線を経て、1938年（昭和13年）5月、台児荘の戦闘で重傷を負う。このとき、岡山歩兵第10連隊は中国軍の包囲にあい、全滅寸前の苦戦を強いられる。1939年（昭和14年）、青島陸軍病院から内地還送、原隊の未教育補充兵の助教を務めたのちに除隊した。
同時期、手紙を通して長谷川伸に師事し、長谷川の勧めにより自身の体験を「分隊長の手記」として雑誌『大衆文芸』（1939年〈昭和14年〉3月 - 1942年〈昭和17年〉5月）に発表する。掲載中の1939年（昭和14年）のうちから作品は単行本化され、たちまちベストセラーになる。単行本として発刊後、2ヶ月ほどで30版を記録した。1942年（昭和17年）、同作で野間文芸奨励賞を受賞。
太平洋戦争中は、陸軍の従軍作家としてジャワ、ビルマを巡り、インパール作戦にも参加する。この時ラングーンでチャンドラ・ボースに会見する。後に『革命児チャンドラ・ボース』（国土社）として児童向けのボースの伝記を書いている。
戦後は、細々と論評、時代小説などを書いていたが、1955年（昭和30年）に発表した『サイパンから来た列車』が評判になる。ついで『拝啓天皇陛下様』がベストセラーになり、1963年（昭和38年）には主演渥美清、監督野村芳太郎で映画化され，大いに話題を呼ぶ。翌年には続編も作られた。1971年に発表した小説『美作ノ国吉井川』は、1972年から1973年にかけて『吉井川』としてテレビドラマ化された。
1980年（昭和55年）より光人社から『陸軍よもやま話』『続 陸軍よもやま話』『陸軍いちぜんめし物語』を相次いで発表する。棟田の言うところの「戦争のセの字も無い」昭和初期の古き良き時代の、牧歌的な兵営生活をコミカルに描き、戦争末期の殺伐とした軍隊生活しか知らなかった世代に衝撃を与えた。
1988年（昭和63年）4月、茅ヶ崎市において肺癌のため死去。
1998年（平成10年）に「サイパンから来た列車」が脚本倉本聰でラジオドラマ化。倉本は後に同作をもとに戯曲『歸國』を執筆している。

## 著書
- 『分隊長の手記』正続 新小説社 1939-40
- 『赤柴部隊 英霊斯く戦ひて散りぬ』東洋堂 1940
- 『背嚢』新小説社 1940
- 『戦地だより』学芸社 (国民学校聖戦読本4 中級) 1942
- 『台児荘 続々分隊長の手記』新小説社 1942
- 『或る帰還兵の想ひ』協栄出版社 1942
- 『祖国之顔』湯川弘文社 1942
- 『兵隊と子供』宋栄堂 1943
- 『軍神加藤少将』講談社 1943
- 『奉天曽我』忠文館 1943
- 『北京恋ひ』世間書房 1947
- 『風流剣人伝』東方社 1955
- 『韋駄天弥ン八』東方社 1956
- 『この五尺の体』東方社 1956
- 『ここに幸福の門』東方社 1956
- 『ジャングルと兵隊』同人社 1956
- 『サイパンから来た列車』大日本雄弁会講談社(ロマン・ブックス) 1956　のち光人社NF文庫
- 『兵隊人情ばなし』東京文芸社 1957
- 『生と死の間に ある伍長の回想』浪速書房 1958
- 『風流事件』東京文芸社 1959
- 『地と影』浪速書房 1959
- 『異状あります』東京文芸社 1960
- 『ジャングルの鈴』東都書房 1961
- 『拝啓天皇陛下様』講談社 1962  のち春陽文庫、光人社NF文庫
- 『聖書と握り飯 日本戦話集』集英社 1963
- 『拝啓カアチャン様』秋田書店(サンデー新書) 1964  のち春陽文庫
- 『拝啓庄助様 棟田博の拝啓シリーズ第3』東都書房 1965
- 『拝啓夜情先生様 棟田博の拝啓シリーズ第4』東都書房 1965
- 『拝啓皇后陛下様』徳間書店(平和新書)1966
- 『拝啓モサクレ様』1967 (春陽文庫)
- 『兵隊百年 明治のこころ』清風書房 (明治百年叢書)　1968
- 『ビルマ大ジャングル戦』 (少年少女太平洋戦争の記録 3) あかね書房 1969
- 『フィリピン攻防戦』 (少年少女太平洋戦争の記録 5) あかね書房 1969
- 『中国大陸の戦野』(少年少女太平洋戦争の記録 6) あかね書房 1969
- 『日本の悲劇8月15日』(少年少女太平洋戦争の記録 8) あかね書房 1969
- 『ハンザキ大明神』スポーツニッポン新聞社 1969
- 『戦艦大和のさいご 日本海軍の落日』(太平洋戦史 5) 偕成社 1970
- 『鼻ひらけ青春』春陽堂書店(サン・ポケット・ブックス)1970
- 『美作ノ国吉井川』講談社 1971
- 『陸海勇士100選』秋田書店 1972
- 『壮烈!ビルマ・インパール』学習研究社 1972
- 『攻略!ジャワ・スラバヤ』学習研究社 1972
- 『板東捕虜収容所 愛の灯は消えず』国土社 1974
- 『兵隊日本史 日清・日露戦争編』新人物往来社 1974
- 『棟田博兵隊小説文庫』全9巻別巻5 光人社 1974-78
- 『ほなけんど物語』講談社 1974
- 『桜とアザミ 板東俘虜収容所』光人社 1974 のち文庫
- 『兵隊日本史 第一次世界大戦・シベリア出兵編』新人物往来社 1975
- 『兵隊日本史 満州事変・支那事変編』新人物往来社 1975
- 『宮本武蔵 その実像と虚像』新人物往来社 1976
- 『ごんたくれ』講談社 1976
- 『革命児チャンドラ・ボース』国土社 1976.4
- 『宇垣一成 悲運の将軍』光人社 1979.8
- 『陸軍よもやま物語』正続 光人社 1980-81　のち文庫
- 『陸軍いちぜんめし物語』光人社 1982.11  のち文庫
- 『徳川家康そして、お犬小屋が残った』光人社 1983.10
- 『君子の器にあらず 将軍と参謀と兵と』光人社 1984.12
- 『教育元年のドン・キホーテ』学習研究社 1984.7
- 『昭和浪漫詩人物語 ある漂泊の詩人の生涯』光人社 1984.11
- 『分隊長のよもやま談義』光人社 1986.7
- 『日本人とドイツ人』1997.10 (光人社NF文庫）
- 『中華理髪店』ゆまに書房(「帝国」戦争と文学 2005

### 共著
- 『太平洋戦史 ジュニア版』全6巻 秋永芳郎共著 集英社 1962-64

### 棟田が現役兵として入営していた頃を舞台とするもの
- 拝啓カアチャン様
- ポッポ班長万歳
- ああ、快また快
- 今鳴るラッパは
- 拝啓天皇陛下様

### 日中戦争の頃が舞台のもの
- 分隊長の手記　正・続
- 中華理髪店（原題：短髪器(バリカン)）
- 台児荘
- 魂伝令す

### インパール作戦中のビルマが舞台のもの
- 地と影
- 雨将軍（原題：巨象と将軍）
- 聖書
- 准尉
- 馬

### その他
- 木口小平
- 狼
- サイパンから来た列車 - 2010年（平成22年）、倉本聰により「歸國」としてテレビドラマ化。
- さいはて